# سورن دادایان
سورن کریستاپوری دادایان (ارمنی: Սուրեն Քրիստափորի Դադայան؛  زادهٔ ۱۵ ژوئن ۱۹۰۴ - درگذشته ۲۱ مهٔ ۱۹۷۲) یک سیاستمدار اهل ارمنستان بود.

## زندگی‌نامه
وی در ۱۵ ژوئن ۱۹۰۴ در باکو به دنیا آمد و از انستیتو اقتصاددانان آکادمی علوم جمهوری سوسیالیستی آذربایجان شوروی (۱۹۳۵) فارغ‌التحصیل گشت. وی در وزارت صنعیت نفت، گاسپلن و بخش سیبری آکادمی علوم روسیه فعالیت می‌کرد. همچنین برندهٔ جوایزی همچون نشان لنین، نشان پرچم سرخ کار و جایزه استالین شده است. وی در ۲۱ مهٔ ۱۹۷۲ در سن ۶۷ سالگی در مسکو درگذشت.

## یادداشت
1. ↑  Deputy Minister of Oil Industry of the USSR